# Moritz Gotthilf Schwartze
Moritz Gotthilf Schwartze (* 24. Februar 1802 in Weißenfels, Provinz Sachsen; † 1848 in Heidelberg) war Religionshistoriker und Koptologe.

## Leben und Schaffen
Schwartze erhielt seine erste Vorbildung auf der Klosterschule Roßleben. In Leipzig studierte er zwei Jahre Geschichte und Philosophie und drei Jahre Theologie. Nachdem er darauf Hauslehrer beim Herzog Emil von Holstein-Sonderburg-Augustenburg gewesen war, promovierte er 1829 in Halle als Dr. phil. mit der Dissertation „De Jove Ammone et Osiride“. Nach einer weiteren Zeit als Hauslehrer bei einer polnischen Adelsfamilie studierte er in Berlin von neuem Theologie und bewarb sich bei der Theologischen Fakultät um die Lehrerlaubnis mit einer Dissertation „De Hebraeorum scepsi“. Die Theologische Fakultät wies ihn ab, empfahl ihm stattdessen eine Laufbahn bei der Philosophischen Fakultät.
| p · t | wA | l · M | i | i | s |

Hieroglyphen aus der Werkstatt von Friedrich Nies nach den Entwürfen Schwartzes. Nach aktueller Satztechnik: Gezeigt ist der Name Ptolemäus

Es folgte die Habilitation an der Philosophischen Fakultät zu Berlin für das Fach der allgemeinen Religionsgeschichte 1834. Von 1835 bis 1843 druckte er das umfangreiche Werk „Das alte Aegypten oder Sprache, Geschichte, Religion und Verfassung des alten Aegyptens“, I. Theil, welcher „Darstellung und Beurtheilung der Entzifferungssysteme der drei altägyptischen Schriftarten“ enthält. Dabei ließ er in einem technisch und zeitlich aufwendigen Verfahren von seinem Drucker und Schriftgießer Friedrich Nies nach eigenen Vorlagen Drucktypen von ägyptischen Hieroglyphen anfertigen. Nies bestätigt, dass Schwartze sie entwerfen ließ und dass er bereits vier Jahre lang diese Drucktypen verwendete, bevor Gustav Seyffarth 1840 bei Nies eigene Drucktypen schneiden ließ. Für Christian Karl Josias von Bunsen’s „Aegyptens Stelle in der Weltgeschichte“ Theil I, 1845 schrieb er S. 517–645 eine „Vergleichung des Altägyptischen mit dem Coptischen, und des Aegyptischen überhaupt mit dem Semitischen“.
Diese Veröffentlichung bei Bunsen bewies seine Fachkenntnisse und brachte ihm 1845 die Ernennung zum außerordentlichen Professor der koptischen Sprache und Literatur. Von den Fachkennern wurden besonders seine Textausgaben geschätzt. Es erschien 1843 „Psalterium in dialectum copticae linguae Memphiticam translatum“ und „Quatuor evangelia coptice“ 1846 bis 1847. Sein plötzlicher Tod 1848 verhinderte weitere Veröffentlichungen.
Nach seinem Tode wurde 1850 von seinem ehemaligen Zuhörer Heymann Steinthal die koptische Grammatik herausgegeben. Besonders die ausführliche Behandlung der Lautlehre und die genaue Untersuchung der dialektischen Verschiedenheiten des Memphitischen, Sahidischen und Basmurischen werden gerühmt. Zur Syntax waren bis dahin von ihm nur verstreute Beobachtungen gesammelt.
1848 war Schwartze noch in London, um den Codex Askewianus und den Codex Brucianus abzuschreiben und die Erstausgabe der Pistis Sophia vorzubereiten, aber er kam nicht mehr dazu. Nach seinem Tod gab 1851 Julius Heinrich Petermann die Pistis Sophia heraus und benutzte dazu die Aufzeichnungen Schwartzes. Die Aufzeichnungen Karl Gottfried Woides und Schwartzes über den Codex Brucianus wurden erst von Carl Schmidt weiterverwendet für die erste komplette Ausgabe des Codex Brucianus im Jahre 1892.
„Bruchstücke der oberägyptischen (sahidischen) Uebersetzung des Alten Testaments“ wurden in den Nachrichten der k. Ges. der Wissensch. zu Göttingen, Jahrg. 1880, Nr. 12, S. 401–440 von Adolf Erman veröffentlicht. Erman schreibt im Vorwort von der „übermäßigen Sorgfalt, mit der dieser Gelehrte jedes Pünktchen auch des schlechtesten koptischen Textes in seinen Arbeiten zu registriren pflegte“. Die ebenfalls von Schwartze in Angriff genommene Aufgabe einer Ausgabe des koptischen neuen Testaments wurde 1852 von Paul de Lagarde aufgenommen.

## Werke
- Das alte Aegypten oder Sprache, Geschichte, Religion und Verfassung des alten Aegyptens Theil 1, Band 1. Darstellung und Beurtheilung der vornehmsten Entzifferungs-Systeme der drei altägyptischen Schrift-Arten Theil 1. Einleitung in das Ganze, Akerblad’s, Young’s und Champollion’s Lehren von der Entzifferung der altägyptischen Schriften. Abth. 2., Leipzig : Barth, 1843.
- Das alte Aegypten oder Sprache, Geschichte, Religion und Verfassung des alten Aegyptens Theil 1, Band 2 nach den altägyptischen Original-Schriften und den Mittheilungen der nichtägyptischen alten Schriftsteller (Band 2)], Leipzig, 1843. Es blieb bei Theil 1 in zwei Bänden, weitere Teile erschienen nicht mehr.
- „Eine Vergleichung des Altägyptischen mit dem Coptischen, und des Aegyptischen überhaupt mit dem Semitischen“ in: Christian Carl J. Bunsen: Aegyptens Stelle in der Weltgeschichte. S. 517–645.
- Psalterium : In Dialectum Copticae Linguae Memphiticam Translatum; Ad Fidem Trium Codicum Ms. Regiae Bibliothecae Berolinensis Inter Se, Et Cum Tukii Et Ideleri Libri, Nec Non Cum Graecis Alexandrini Codicis Ac Vaticani, Hebraicisque Psalmis Comparatorum / Ed. Notisque Criticis Et Grammaticis Instruxit M. G. Schwartze, Leipzig, Sumtius Joh. Ambrosius Barthii, 1843. Lateinisch und koptisch verfasst.
- Novum Testamentum Coptice, Quatuor Evangelia in dialecto linguae copticae memphitica perscripta
  - Partis primae volumen primum Evangelia Matthaei et Marci continens, Barth, Leipzig 1846. (Koptischer bzw. memphitischer Text, Vorwort und Anmerkungen auf Latein).
  - Partis primae volumen secundum Evangelia Lucae et Joannis continens, Barth, Leipzig 1847.
- Koptische Grammatik von Dr. M. G. Schwartze, Professor der koptischen Sprache an der königlichen Friedrich-Wilhelm-Universität zu Berlin, Hrsg. nach des Verfassers Tode von Dr. H. Steinthal. Ferd. Dümmler’s Buchhandlung, Berlin 1850.
- Pistis Sophia. Opus gnosticum Valentino adiudicatum e codico manuscripto coptico Londinensi. Descripsit et latine vertit M. G. Schwartze, editit J. H. Petermann, Ferd. Dümmler’s Buchhandlung, Berlin 1851. Erstausgabe mit koptischem und lateinischem Text.
- Bruchstücke der oberaegyptischen Uebersetzung des alten Testamentes, herausgegeben von Adolf Erman, Dieterich’sche Verlags-Buchhandlung, Göttingen 1880. Koptischer Text.